# Hans Beddeker
Hans Beddeker (även von Böddeker, Bötticher, Böttger, Bottiger och Böttker), född 1602, gift med Maria Magdalena von Böddeker (född Spilhen), stupade 14 november 1659, var en svensk militär av braunschweigsk härstamning. Tog värvning i svensk tjänst år 1629, då Livland de jure blev svenskt.
Enligt  Klingspor, Carl Arvid: Baltisches Wappenbuch Wappen sämmtlicher, Adel Der Ostseeprovinzen, nicht immatrikulierte Adel, Stockholm 1882, en släkt från Baltikum. 
Beddeker uppges ha varit till åren kommen när han i mars 1655 trädde i svensk tjänst som överste för ett egenhändigt värvat ryttarregemente. Han tillhörde den armé med vilken Arvid Wittenberg i juli 1655 inledde polska fälttåget och från Svenska Pommern ryckte fram till Warthelinjen vid floden Warthe. Sedan Karl X Gustavs och Wittenbergs arméer förenats, deltog han i huvudarmén operationer i Storpolen och Galizien under hösten, deltog i slaget vid Zarnow 6 september och slaget vid Wojnicz 23 september och ledde under det sistnämnda slaget en rytteriattack mot fiendens högra flygel, motsvarade den som Karl X Gustav själv anförde mot fiendens vänstra. Under vintern 1655-56 stod Beddeker under Burchard Müller von der Lühnens befäl under dennes operationer i Storpolen. Därefter bevistade han vid huvudarmén vårfälttåget och slaget vid Gnesen 27 april, där han deltog i den svenska västra flygel i den av Carl Gustaf Wrangel ledda striden. Beddeker var även med om huvudarméns försök att undsätta Warszawa sommaren 1656 och deltog i tredagarsslaget vid Warszawa. Under slagets andra dag 19 juli tilldelades han befälet över fem svenska skvadroner i den av brandenburgska armén bestående flygeln och deltog under denna och nästa dag som befälhavare över andra träffen i denna flygel. Den 25 augusti 1656 besegrades hans ryttararmé av Stefan Czarniecki i slaget vid Łowicz. Han deltog i fälttåget i Västpreussen senhösten 1656 och sändes våren 1657 till Pommern, där han ingick i den armé som till en början underställd Christian August av Pfalz-Sulzbach avsåg att sättas mot Danmark. När armén i augusti 1657 ryckte in i Holstein ledde Beddeker en in större kavalleriavdelning som sändes i förväg mot Frederiksodde, som han efter häftiga strider med danskarna omkringade. Senare på hösten fick han uppdrag att med tre ryttarregementen rensa norra delen av Jylland från danska trupper, vilket han även snabbt utförde. Beddeker kvarstod under återstoden av första och början av det andra kriget mot Danmark i Holstein och deltog under Karl X Gustavs andra danska krig i operationerna mot brandenburgarna i Frederiksoddes försvar. Då denna fästning utrymdes i maj 1659, följde han med dess garnison till Fyn. I slaget vid Nyborg 14 november 1659 förde han befälet över högra flygelns andra träff och stupade under slaget.
Nedanstående text är ett utdrag ur  Klingspor, Carl Arvid: Baltisches Wappenbuch Wappen sämmtlicher, Adel Der Ostseeprovinzen, nicht immatrikulierte Adel, Stockholm 1882.
Hans Christopher Böddeker, Enkelt des Christopher Böddeker, aus einem Livländischen Geschlechte, erhielt, in Anbetracht der Verdienste seines Vaters Hans Christophersson Böddeker, K. Schwedischen Generalmajors der Kavallerie, der sich besonders bei Fyen 1659 ausgezeichten hatte, 2. Dezember 1670 den Schwedischen Adelstand ohne Introduktion. Er war Student; weiter Nachrichten von ihm fehlen.